# Florian Sauvageau
Florian Sauvageau est un journaliste, chercheur et professeur québécois né en 1941. Au cours de sa carrière, il a enseigné à l'Université Laval, a été directeur de la rédaction au quotidien Le Soleil et a animé des émissions de radio et de télévision pour la Société Radio-Canada.